# XCOM 2
XCOM 2 è un videogioco strategico a turni del 2016, sviluppato da Firaxis Games e pubblicato da 2K Games per PlayStation 4, Xbox One, Microsoft Windows, macOS, Linux e Nintendo Switch. Si tratta del sequel di XCOM: Enemy Unknown (2012), a sua volta remake di UFO: Enemy Unknown (1993).

## Trama
In questo capitolo gli alieni hanno invaso la Terra e l'hanno conquistata creando un governo militare fantoccio detto ADVENT che usano per aiutarsi in un progetto, denominato AVATAR, basato sulla manipolazione genetica degli esseri umani.
Nella prima missione un piccolo Team XCOM si infiltra in una clinica genetica per liberare un uomo ibernato, che si rivelerà essere il comandante stesso. 
Dopo essere stato salvato il comandante viene operato d'urgenza dal Dottor Tygan (ricercatore capo sull'Avenger, un UFO rubato che funge da base mobile per gli XCOM), che trova nel cervello del comandante un impianto cibernetico. Il Dottor Tygan, che aveva precedentemente lavorato per la ADVENT, dice di aver già lavorato ad un impianto simile destinato ai Capitani ADVENT.
Completata l'Autopsia di un Capitano ADVENT l'Ipotesi di Tygan viene confermata, egli scopre infatti che non solo i Capitani ADVENT hanno un impianto simile a quello del comandante, ma che gli Alieni e la ADVENT hanno creato una rete psionica per diffondere informazioni e ordini e che rimuovere il comandante dalla rete la ha danneggiata.

## Storia
Come già accennato la prima missione di tutorial vede protagonista John Bradford (il "central" del primo gioco) che con un gruppo di ribelli si adopera a liberare un misterioso prigioniero in una struttura aliena. Il prigioniero è tenuto in stasi in una specie di scafandro. Una volta recuperato e portato a bordo della base mobile della resistenza (l'AVENGER, un Ufo trafugato ed adattato) al prigioniero viene rimosso un impianto chirurgicamente innestato alla base del cervello e viene rivelato che si tratta del Comandante, che ha diretto l'XCOM durante la prima invasione. Una volta ripresosi dall'operazione gli viene riassegnato il comando da Bradford (che torna a svolgere il ruolo di braccio destro) e può fare la conoscenza degli altri membri chiave dell'equipaggio: il dott. Tygan, responsabile dell'estrazione dell'impianto dal comandante nonché capo del reparto ricerca che si occuperà di sviluppare nuove tecnologie (idealmente erede della Dott.ssa Valhen del primo gioco), e l'ing. capo Lily Shen, figlia del defunto Shen del primo gioco: sarà lei a creare tutti gli apparecchi elettronici, le armi ed armature per i soldati e tutte le strutture della base. Oltre a loro, si rivelerà anche un ultimo alleato: l'uomo misterioso che nel primo gioco faceva da tramite fra i vari Governi della Terra e la XCOM, che ora lavora come infiltrato nel governo mondiale della ADVENT. È la principale fonte di informazione sugli obiettivi nemici e sui progetti della ADVENT per l'umanità.
Sono passati venti anni dalla Prima Invasione. Il Comandante apprende che il progetto XCOM è durato solo pochi mesi dopo i quali alcuni governi terrestri si sono alleati con la minaccia aliena per fondare quello che sarebbe diventato il governo ADVENT. Lo stesso comandante era stato rapito durante l'assalto alla base del primo gioco e, come si scopre in seguito, utilizzato come fonte primaria di informazioni su strategie e tattiche militari per l'addestramento delle truppe aliene. La resistenza in questi anni ha lottato contro gli alieni e Bradford ha sempre cercato di recuperare il comandante fino a quando, grazie all'uomo misterioso, non è riuscito a localizzarlo. In questi venti anni il governo ADVENT ha offerto all'umanità la cura a tutte le malattie e progressi tecnologici incredibili. In cambio, favorisce lo spopolamento dei piccoli centri abitati a favore delle grandi città e chiede a chi usufruisce delle cure di innestare un chip di monitoraggio. In realtà, la ADVENT ha un piano diverso. Dai tempi della prima invasione non ha mai smesso di rapire persone da tutto il mondo per utilizzarle nei propri misteriosi esperimenti. Il loro fine ultimo è il completamento del progetto AVATAR che a detta dell'uomo misterioso porterebbe alla distruzione dell'umanità.
La resistenza ha quindi molti scopi. Da un lato, comprendere l'utilità dell'impianto neurale innestato del comandante (si scoprirà che il comandante era collegato a tutte le truppe ADVENT come punto di controllo e comando, la sua rimozione è infatti un duro colpo alle forze aliene), dall'altro, capire cosa sia il progetto AVATAR e per finire, consolidare e raggruppare i gruppi della resistenza sparsi per il mondo. Tutti questi obiettivi porteranno a comprendere che il progetto AVATAR mira a creare dei contenitori per gli Anziani (gli Eterei dei giochi precedenti, comandanti di tutte le forze aliene). Gli Anziani infatti stanno morendo, decimati da un'atrofia muscolare, causata da i requisiti "energetici" del loro cervello, che ne distrugge il corpo.
Per questo motivo, stanno cercando una razza sufficientemente forte da fungere da contenitore per la loro essenza psionica. La razza umana è adatta in teoria ma sono richiesti molti aggiustamenti, rappresentati dai venti anni di rapimenti ed esperimenti condotti dal governo ADVENT che hanno portato alla morte di miliardi di individui. Alla fine la Resistenza riesce a smascherare il complotto della ADVENT e ad entrare nella base principale aliena, situata in profondità nell'oceano. Qui si trovano i corpi degli ultimi Anziani, assieme agli unici tre AVATAR creati fino ad ora. La loro morte e la distruzione della base segna l'inizio della fine per la ADVENT che viene combattuta e sconfitta in tutto il mondo. Nelle scene durante la fine si vede che l'umanità è ormai compatta contro la ADVENT e gli ultimi Anziani, sepolti in fondo all'oceano stanno lentamente morendo. Tuttavia, dalle profondità emerge una potente presenza psionica che non viene rivelata, ma lascia intendere che ci sarà un seguito o un DLC (l'XCOM originale aveva un seguito chiamato Terror From The Deep dove il nemico emergeva proprio dalle acque).

## Accoglienza
| Testata                        | Versione | Giudizio |
| ------------------------------ | -------- | -------- |
| Metacritic (media al 4-2-2016) | -        | 88/100   |
| Metacritic (media al 4-2-2016) | PS4      | 88/100   |
| Metacritic (media al 4-2-2016) | XONE     | 87/100   |
| Destructoid                    | -        | 7/10     |
| EGM                            | -        | 7,5/10   |
| Game Informer                  | -        | 9,5/10   |
| Game Revolution                | -        | 4.5/5    |
| GameSpot                       | -        | 9/10     |
| GamesRadar+                    | PC       | 4.5/5    |
| GamesRadar+                    | Console  | 3.5/5    |
| IGN                            | -        | 9.3/10   |
| PCGUS                          | -        | 94/100   |
| Polygon                        | -        | 8/10     |